# Какустхаварма
Какустхаварма — індійський правитель з династії Кадамба, який правив у Банавасі (Південна Індія). За його правління династія сягнула піку своєї могутності.

## Життєпис
Молодший син дхармамагараджахіраджи Бхагерата. Після смерті батька бл.415 року призначається ювараджею (спадкоємцем) при старшому браті Раґху. Тримав свій двір в Палашіці. Мав право надавати своїм воякам і сановникам земельні володіння.
Спадкував трон близько 435 року. Правління Какустхаварми характеризується шлюбними союзами, які він уклав з іншими могутніми династіями. Одна з його доньоок була одружена з Мадгавою III з династії Західні Ганги. Найважливіше те, що Какустхаварма одружився з однією з представницею династії Гупта, а донька Какустхаварми була дружиною Скандагупти. Цим закріпив союз проти південних Вакатаків.
Це дозволило перейти у наступ проти Сарвасени II, магараджи Вацагулми, завдяки чому вдалося відновити незалежність Кадамби. Також встановив зверхність над династіями Бгатарі і Алупи.
Був будівельником і покровителем світської архітектури. Його описують як власника численних палаців, прикрашених гопурамами. Наказав побудувати великий резервуар для води біля храму Шиви. Сам був прихильником джайнізму.
Його сини розділили родинні володіння: північну частину зі столицею отримав Сантіварман, південну з резиденцією в Трипарваті — Крішнаварман I.